# Pico Maria Fernandes
Le pico Maria Fernandes, toponyme portugais signifiant littéralement en français « pic Maria Fernandes », est un sommet de Sao Tomé-et-Principe situé sur l'île de Sao Tomé. Il est constitué d'un neck dégagé par l'érosion.